# Závada (Banská Bystrica)
Závada (in ungherese Érújfalu) è un comune della Slovacchia facente parte del distretto di Veľký Krtíš, nella regione di Banská Bystrica.